# Кастело (Терни)
Кастело (итал. Castello) је насеље у Италији у округу Терни, региону Умбрија.
Према процени из 2011. у насељу је живело 77 становника. Насеље се налази на надморској висини од 161 м.